# Surinaamse Worstelfederatie
De Surinaamse Worstelfederatie (SWF) is de officiële sportbond voor worstelen in Suriname. De bond is aangesloten bij het Surinaams Olympisch Comité en de United World Wrestling.

## Geschiedenis
In de jaren zeventig werd er eerder een bond opgericht, toen de Nederlandse kampioen worstelen en trainer Ed Alflen zich enige tijd in Suriname ophield. In de tijd erna zakte de worstelsport in Suriname enige tijd in.
Toen in 1997 de twee enige scheidsrechters voor het worstelen in Suriname uitvielen, Abdoelrahman en Monorath, gaf het ministerie van Onderwijs aan Michel Nathoe de kans om hiervoor een cursus in Nederland te volgen. Nathoe is zevenvoudig kampioen lichtgewicht in Suriname. Als voorwaarde stelde het ministerie dat er een overkoepelende organisatie zou worden opgericht. Vervolgens richtten Nathoe, zijn vader en Rieshi Ramkhelawan op 2 maart 1997 de SWF op.
Met de kennis die Nathoe in Nederland opdeed, introduceerde de SWF de internationaal gangbare regels van het worstelen bij alle worstelscholen in Suriname. Vervolgens werd het lidmaatschap aanvraagd bij de FILA, die sinds 2014 verderging als United World Wrestling. Door deze ontwikkelingen werd het mogelijk om aan internationale wedstrijden mee te doen.
De SWF raakte vanaf circa 2008 verdeeld door interne conflicten. Met bemiddeling van minister van Sport- en Jeugdzaken, Paul Abena, werd dit conflict in 2012 bijgelegd. In dat jaar werd Ravin Changoer gekozen tot voorzitter. Nathoe was in deze jaren commissaris Technische Dienst in het bestuur.